# Palmas (Paraná)
Pour les articles homonymes, voir Palmas.
Palmas est une ville brésilienne du sud de l'État du Paraná. Elle se situe à une latitude de 26° 29' 02" sud et par une longitude de 51° 59' 27" ouest, à une altitude de 1 035 mètres. Sa population était estimée à 39 417 habitants en 2006. La municipalité s'étend sur 1 367 km2.

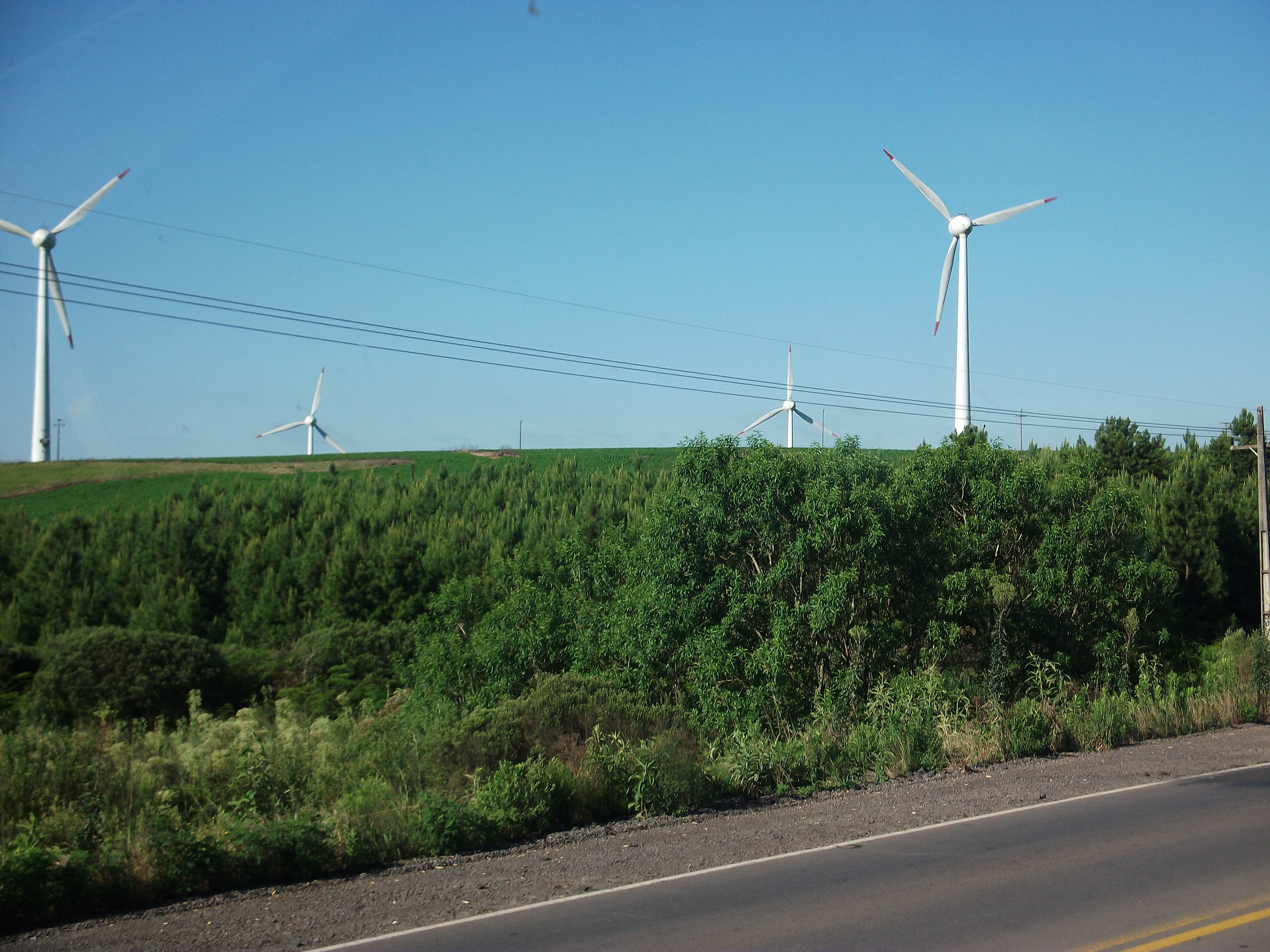
Parc éolien de Palmas

## Maires
| Période | Période | Identité           | Étiquette | Qualité |
| ------- | ------- | ------------------ | --------- | ------- |
| 2009    | 2012    | Hilário Andraschko | PDT       |         |

## Villes voisines
Palmas est voisine des municipalités (municípios) suivantes :
- Clevelândia
- Coronel Domingos Soars
- Bituruna
- General Carneiro
- Água Doce dans l'État de Santa Catarina
- Passos Maia dans l'État de Santa Catarina
- Abelardo Luz dans l'État de Santa Catarina